# Kankara
Kankara è una città della Repubblica Federale della Nigeria appartenente allo stato di Katsina. È il capoluogo dell'omonima area a governo locale (local government area) che si estende su una superficie di 1.462 km² e conta una popolazione di 245.739 abitanti.